# Stephan Wildfeuer
Stephan Wildfeuer (auch Stefan Wildfeuer; * 1959 oder 1960) ist ein deutscher Schlagzeuger, Perkussionist und Filmkomponist.

## Leben
Wildfeuer studierte nach dem Abitur Schlagzeug an der Musikhochschule München. Währenddessen lernte er den österreichischen Kabarettisten Werner Schneyder kennen, den er zwölf Jahre lang am Schlagzeug begleitete. Anschließend arbeitete er mit Udo Jürgens, Dieter Hildebrandt und Ute Lemper zusammen.
1994 und 1995 war Wildfeuer auf Tournee mit dem Konstantin Wecker Quartett (mit Konstantin Wecker, Jo Barnikel und Norbert Nagel).
Im Jahr 1996 gründete Wildfeuer das Perkussionistenensemble Power! Percussion, mit dem er weltweit auf Tour geht. Daneben komponiert er Filmmusik; unter anderem schrieb er mit Ludwig Eckmann die Titelmusik für Hinter Gittern – Der Frauenknast und in Zusammenarbeit mit Jo Barnikel Soundtracks für mehrere Folgen der Fernsehserie Der Bulle von Tölz.

## Filmografie (Auswahl)
- 1997–2006: Hinter Gittern – Der Frauenknast (Titelmusik) (Fernsehserie, 295 Folgen)
- 1999, 2001–2002: Sinan Toprak ist der Unbestechliche (Fernsehserie, 16 Folgen plus Pilotfilm)
- 2001–2006: Abschnitt 40 (Fernsehserie, 38 Folgen)
- 2002: Tatort: Todesfahrt (Fernsehkrimi)
- 2004: Das Zimmermädchen und der Millionär (Fernsehfilm)
- 2005–2009: Der Bulle von Tölz (Fernsehserie, mehrere Folgen)
- 2007–2008: GSG 9 – Ihr Einsatz ist ihr Leben (Fernsehserie, 13 Folgen)
- 2012: Der Cop und der Snob (Fernsehserie, 6 Folgen)

## Auszeichnungen
- Nominierung für den Deutschen Fernsehpreis 2005, zusammen mit Jo Barnikel, für Abschnitt 40 (Kategorie Beste Musik)[3]